# Schlitten (Schnellboot)
Das Kleinstschnellboot Schlitten war ein Prototyp der deutschen Kriegsmarine, der erstmals im Frühjahr 1944 getestet wurde. Zu einem Einsatz kam es jedoch nicht. Sowohl vom Schlitten I wie auch vom Schlitten II wurde nur jeweils ein Boot gefertigt.

## Entwicklungsgeschichte
Um die Konzeptionierung von Kleinstschnellbooten zu testen, hatte der Leiter der Konstruktions- und Erprobungsabteilung der Kleinkampfverbände der Kriegsmarine, Oberleutnant zur See der Reserve, Friedrich-Hans Wendel, eine Modellversuchsanlage bei Boizenburg an der Elbe errichtet. Dort wurden Erprobungen von konventionellen und neuartigen Bootskörpern vorgenommen, die rasch zur Serienfertigung gelangen sollten. In diesem Zusammenhang entstand in Zusammenarbeit mit den Borgwardwerken aus Bremen die Idee, einen spantenlosen Bootskörper in Stahlblech-Schalenbauweise zu entwickeln, der mit Hilfe von Karosseriepressen schnell und vor allem in hoher Stückzahl hergestellt werden konnte.

### Schlitten
Die Fertigung eines Prototyps begann noch vor der alliierten Invasion in der Normandie am 6. Juni 1944 und wurde Schlitten genannt. Der Schlitten war 7,5 Meter lang und wurde von einem Piloten gelenkt. Die Bewaffnung bestand aus zwei Torpedos des Typs G7, welche beidseits des Boots in dafür vorgesehene Aussparungen angebracht wurden. Angetrieben wurde der Prototyp von einem 90 PS starken Motor über einen einzelnen Propeller.  Das Boot hatte eine Reichweite von 300 sm. Die folgenden Erprobungsfahrten verliefen jedoch enttäuschend, da der Motor zu schwach war und die Geschwindigkeit mit den beiden angehängten Torpedos nur 12 kn betrug. Selbst ohne Torpedos erreichte das Boot lediglich 18 kn. Die Maximalgeschwindigkeit lag bei 25 kn, allerdings nur, wenn die Torpedos bei der letzten Phase einer Angriffsfahrt gegen ein Seeziel mitliefen und kurz vor dem Ziel vom Schnellboot losgemacht wurden. Das Boot sollte danach hart abdrehen und die Heimreise antreten, während die Torpedos weiter auf ihr Ziel zulaufen sollten.

### Schlitten II
Die bei den Erprobungsfahrten gewonnenen Erkenntnisse führten dazu, dass die Konzeption vollkommen überarbeitet wurde. Das neue Boot wurde insgesamt größer und somit seetauglicher und erhielt die Bezeichnung Schlitten II. Der schwachen Antriebsleistung des Vorgängers begegnete man damit, dass nun ein 600 PS starker BMW-Flugzeugmotor das Boot antreiben sollte. Das hatte jedoch zur Folge, dass die Besatzung von einem auf nun zwei Mann anstieg. Der zweite Mann war entweder ein Flugzeugmotorenmechaniker oder -techniker und war für die Wartung der Maschine verantwortlich. Die Primärbewaffnung bestand, wie beim Vorgänger, aus zwei angehängten G7 Torpedos. Zusätzlich verfügte das Boot zum Eigenschutz über ein MG 34 oder MG 42. Mit dem neuen Motor erreichte das Schnellboot bei einer unveränderten Reichweite von 300 sm eine Geschwindigkeit von 30 kn mit Torpedos und 48 kn ohne Torpedos für die Rückfahrt.

### Aufgabe des Projektes
Das Konzept einer Serienfertigung des Kleinstschnellbootes Schlitten durch Blechpressen war seinerzeit bahnbrechend und hätte den Kleinkampfverbänden der Kriegsmarine eine enorme Schlagkraft verliehen. Im Winter 1944/45 erfolgte ein Vergleichstest zwischen den Torpedoschnellbooten Hydra, Kobra und Wal sowie dem Schlitten, mit dem Ergebnis, dass die Hydra hinsichtlich ihres Seeverhaltens und der Schalldämpfung den Test gewann. Aus diesem Grunde wurde das Projekt Schlitten zugunsten der Hydra eingestellt. Weitere Ursache für das Scheitern des Konzeptes war jedoch auch der Mangel an verfügbaren Flugzeugmotoren, die ohnehin für die Luftwaffe reserviert waren.